# Helge Kihlberg
Axel Emil Helge Kihlberg, född 9 november 1875 i Stockholm, död 24 december 1942 i Högalids församling i Stockholm, var en svensk dansare och skådespelare.
Kihlberg filmdebuterade 1916 och han kom att medverka i drygt 65 filmer. Han är begravd på Norra begravningsplatsen utanför Stockholm.

## Filmografi
- 1916 – Svärmor på vift eller Förbjudna vägar
- 1916 – Calle som miljonär
- 1916 – Nattens barn
- 1917 – Löjtnant Galenpanna
- 1917 – Revelj
- 1917 – I mörkrets bojor
- 1918 – Nattliga toner
- 1918 – Thomas Graals bästa barn
- 1918 – Storstadsfaror
- 1919 – Hans nåds testamente
- 1920 – Mästerman
- 1923 – Hårda viljor
- 1925 – Två konungar
- 1926 – Ebberöds bank
- 1930 – Fridas visor
- 1930 – Kronans kavaljerer
- 1931 – Dantes mysterier
- 1931 – Brokiga blad
- 1932 – Sten Stensson Stéen från Eslöv på nya äventyr
- 1932 – Skråköpings rundradio inviges
- 1932 – Hans livs match
- 1932 – Kärlek och kassabrist
- 1932 – Lyckans gullgossar
- 1933 – Kanske en diktare
- 1933 – Augustas lilla felsteg
- 1933 – Pettersson & Bendel
- 1934 – Atlantäventyret
- 1934 – Fasters millioner
- 1934 – Pettersson - Sverige
- 1935 – Flickornas Alfred
- 1935 – Smålänningar
- 1935 – Ungkarlspappan
- 1935 – Äktenskapsleken
- 1936 – Johan Ulfstjerna
- 1936 – Ä' vi gifta?
- 1936 – 33.333
- 1936 – Fröken blir piga
- 1936 – Kungen kommer
- 1937 – John Ericsson – segraren vid Hampton Roads
- 1938 – Du gamla du fria
- 1938 – Karriär
- 1938 – Styrman Karlssons flammor
- 1938 – Bara en trumpetare
- 1938 – Dollar
- 1938 – Med folket för fosterlandet
- 1938 – Två år i varje klass
- 1939 – Panik
- 1939 – Melodin från Gamla Stan
- 1939 – Efterlyst
- 1939 – Gläd dig i din ungdom
- 1939 – Sjöcharmörer
- 1940 – Stål
- 1940 – Kyss henne!
- 1941 – Uppåt igen
- 1941 – Göranssons pojke
- 1941 – Fransson den förskräcklige
- 1942 – Vårat gäng
- 1942 – I gult och blått
- 1942 – Jacobs stege
- 1942 – Fallet Ingegerd Bremssen
- 1942 – Man glömmer ingenting
- 1942 – Tre glada tokar
- 1943 – Katrina
- 1943 – Stora skrällen
- 1949 – Hur tokigt som helst
- 1975 – Mysteriet natten till den 25:e

## Teater

### Roller (ej komplett)
| År   | Roll        | Produktion                                   | Regi                     | Teater           |
| ---- | ----------- | -------------------------------------------- | ------------------------ | ---------------- |
| 1893 | Harlekin    | Dockféen Josef Bayer                         |                          | Vasateatern      |
| 1905 | Medverkande | Bluff, revy Emil Norlander                   | John Liander             | Kristallsalongen |
| 1917 | Medverkande | Atlanten vid Kristinehamn, revy Axel Engdahl |                          | Folkteatern      |
| 1920 | Medverkande | Kvinnan du gav mig, revy Ernst Rolf          | Ernst Rolf Einar Fröberg | Intima teatern   |
| 1931 |             | Skomakarkaptenen i Köpenick Carl Zuckmayer   | Per Lindberg             | Vasateatern      |
| 1939 | Medverkande | Honnör för 39, revy Kar de Mumma             | Victor Bernau            | Södra Teatern    |

### Koreografi
| År   | Produktion                                               | Upphovsmän                | Regi          | Teater                            |
| ---- | -------------------------------------------------------- | ------------------------- | ------------- | --------------------------------- |
| 1919 | Mannen utan minne                                        | B. Decker och Robert Pohl | Otto Malmberg | Folkteatern                       |
| 1920 | När katten är borta, revy                                | Doktor Bartholo & Co      | Carl Engström | Pallas-Teatern                    |
| 1921 | Alexander den lille - eller låna mej en svärmor, revy    | Svasse Bergqvist          |               | Pallas-Teatern                    |
| 1922 | Alla flickors Carlson, revy                              | Max Lander och Max Roland | Willi Wells   | Pallas-Teatern                    |
| 1924 | För fulla segel, revy                                    | Max Lander och Max Roland |               | Pallas-Teatern                    |
| 1924 | Knutte Knopp, eller Varsågoda: Allt för alla', revy      | Max Lander och Max Roland | Willi Wells   | Södermalmsteatern/ Pallas-Teatern |
| 1925 | Fem fina friare, revy                                    | Max Lander                | Max Lander    | Pallas-Teatern                    |
| 1925 | Malmviks Malliga Malena, revy                            | Max Lander och Max Roland | Max Lander    | Södermalmsteatern/ Pallas-Teatern |
| 1926 | Rays rara rackarungar, eller Grand Hôtel Lundquist, revy | Max Lander                | Gustaf Werner | Pallas-Teatern                    |